# 倭館

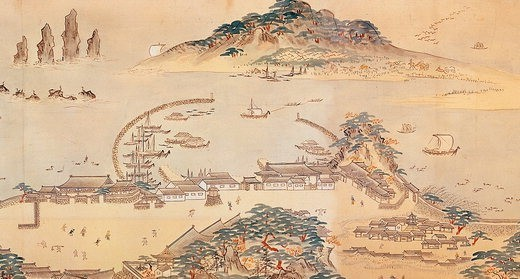
18世紀の釜山浦草梁倭館図

倭館（わかん）は、中世から近世にかけて、李氏朝鮮（朝鮮王朝）時代に朝鮮半島南部に設定された日本人居留地のことである。江戸時代には対馬府中藩が朝鮮との外交、通商を行った。

## 中世倭館
1392年に成立した李氏朝鮮は、1368年に成立した明とは異なり、朝貢船以外の商船入港を禁止するようなことはなく、入港地にも一切制限を加えなかった。このため、日本の大名、商人らが朝鮮に通交する者が急増したが、彼らの中には交易に不都合があると倭寇に変貌するような者もいたので、朝鮮政府は1407年頃国防上の見地から興利倭船の入港地を慶尚左道都万戸所在地の東莱県富山浦（現在の釜山広域市）と慶尚右道都万戸所在地の金海府乃而浦（現在の慶尚南道昌原市）に限定した。1410年、日本の使送船（公式の使者）の入港地もこれら二港に限定された。
当時朝鮮貿易に大きな利権を持っていた対馬の早田左衛門太郎は1426年、慶尚左右道各地で任意に交易できるようにして欲しいと朝鮮政府に訴えたが、拒否され、代償として蔚山の塩浦（現在の蔚山広域市）が入港地に追加された。
これらの港は当初日本船の入港指定地に過ぎなかったが、やがて多数の日本人が住み着くようになり、朝鮮政府はこれを制止できなかった。これが三浦（サンポ）倭館である。
朝鮮半島に居住し帰化しない日本人を朝鮮では恒居倭と呼び、首領を頭とする自治が行われた。恒居倭の中には倭館の関限を超えて居住する、漁業や農業に従事する、密貿易を行う、倭寇化する者もいた。当初朝鮮政府は日本人には徴税権・検断権も行使出来なかった為、彼等を統制下に置こうと圧力をかける。1510年、交易上のトラブルもあり朝鮮側に不満を募らせた日本人は、対馬からの援軍も加えて大規模な反乱を起こす。この三浦（サンポ）の乱は結局、朝鮮側の武力によって鎮圧され、三浦倭館は閉鎖されたが、後に一部再開された。

### 三浦倭館

#### 富山浦倭館
富山浦（フザンポ）倭館は、後には釜山浦（フザンポ）倭館とも書かれた。現在の釜山広域市東区子城台に所在し、行政的には北方にある東莱（トンネ）県城、軍事的には西方にある万戸営庁の管理下にあった。1494年には450人程度の日本人が居住していた。1510年の三浦の乱によって一時閉鎖されたが、1512年の対馬と朝鮮の条約によって薺浦が再開された後、1521年に富山浦倭館も再開された。釜山浦倭館は1592年の豊臣秀吉による朝鮮侵攻まで存続し、三浦倭館の中では最も長く日本人が住んでいた。

#### 乃而浦倭館
乃而浦（ナイジホ）倭館は、薺浦（セイホ）倭館ともいい、現在の慶尚南道昌原市鎮海区薺徳洞槐井里にあった。当時は北方にある熊川県が管轄していた。三浦のうち最も大きなもので、1494年の在住日本人人口は2,500人に達した。日本人側は朝鮮との居留人数に関する約定を破ったため朝鮮側が送還するなどしたが、いつのまにかまた増えるという状態であった。1510年には朝鮮側が制裁として貿易統制を加えたことによって三浦の乱が発生。一旦閉鎖されたが、1512年の対馬と朝鮮の条約によって再開され、1544年の倭寇事件で再び閉鎖され、復活しなかった。

#### 塩浦倭館
塩浦（エンポ）倭館は、現在の蔚山広域市中区塩浦洞に所在した。蔚山旧市街から湾を隔てた南岸にあり、現代自動車工場敷地となっている。当時は蔚山旧市街に置かれた蔚山郡庁と慶尚左道兵馬節度使の管轄下にあった。1426年に開港され、1494年には約150人の日本人が住み、1510年の三浦の乱によって閉鎖され、二度と復活しなかった。三浦倭館の中では最も小規模で、存続期間も短かった。

### ソウルの倭館
李氏朝鮮の都「漢城」（現在のソウル）にも通交を求めて来る日本の大名や商人がいた。ここには彼らを接待するための施設「東平館（トウヘイカン）」が存在し、通称「倭館」と称された。これは純然たる接待施設で日本人が常に在住する居留地ではない。この倭館があった場所は「倭館洞」としてソウルの地名となり20世紀初めまで続いた。日本統治時代には大和（やまと）町と改称された。現在はソウル特別市中区忠武路となっている。

## 近世倭館
1592年に始まる文禄・慶長の役によって日朝の国交は断絶し、戦争直後対馬藩が送った貿易再開を求める使者が帰ってこないことが多かった。しかし朝鮮人捕虜を送還するなど対馬藩の必死の努力によって、1607年最初の朝鮮通信使が来日し、国交回復が決まった。対馬藩は江戸幕府から朝鮮外交担当を命じられ、釜山に新設された倭館における朝鮮交易の独占権も付与された。1609年に締結された己酉約条によって、朝鮮は対馬藩主らに官職を与え、日本国王使としての特権を認めた。しかし日本使節のソウル上京は一度の例外を除き認められなくなった。また日本人が倭館から外出することも禁じられた。
また、倭館は日本人・朝鮮人を問わず女性の立ち入りを禁止していた。また、倭館内で日本人男性と朝鮮人女性が性的関係を持った場合には、朝鮮側では朝鮮の法律の原典と言える大明律に則って「交奸」（密通）の罪が適用されて女性は原則死刑、朝鮮人男性が仲介などにあたった際にはこれも死刑としていた（なお、この場合、当事者が未婚か既婚かは問わない）。朝鮮側は対馬藩に対して同律処罰を求めたが、対馬藩側は当時の日本の法令では密通を死刑に処した例は無いとしてこれを拒絶、これに反発した朝鮮側は江戸幕府に直接この問題を提起することを仄めかした。だが、これが外交問題化することを恐れた対馬藩は1711年に辛卯約条を結び、対馬藩は倭館の外で強奸（強姦）を行った日本人男性を死刑にすることを認めた代わりに、それ以外の交奸（和奸もしくは強奸未遂）を行った日本人男性に関しては永久的な配流を行うことを確約して死刑適用は回避することで事態を収拾させた。

### 豆毛浦倭館
豆毛浦倭館（トモウホ、トモポ）は、1607年、現在の釜山広域市東区佐川洞付近に新設された倭館で、約1万坪の面積があった。古倭館ともいう。内部には宴享庁（使者の応接所）を中心に館主家、客館、東向寺、日本側の番所、酒屋、その他日本家屋が対馬藩によって建築された。1647年には対馬藩が任命した館主が常駐するようになったが、交易の発展にともない豆毛浦倭館は手狭になり、交通も不便であったので、朝鮮側に再三移転要求を行った。1673年移転が認められ、1678年に草梁倭館へ引越しが行われた。

### 草梁倭館

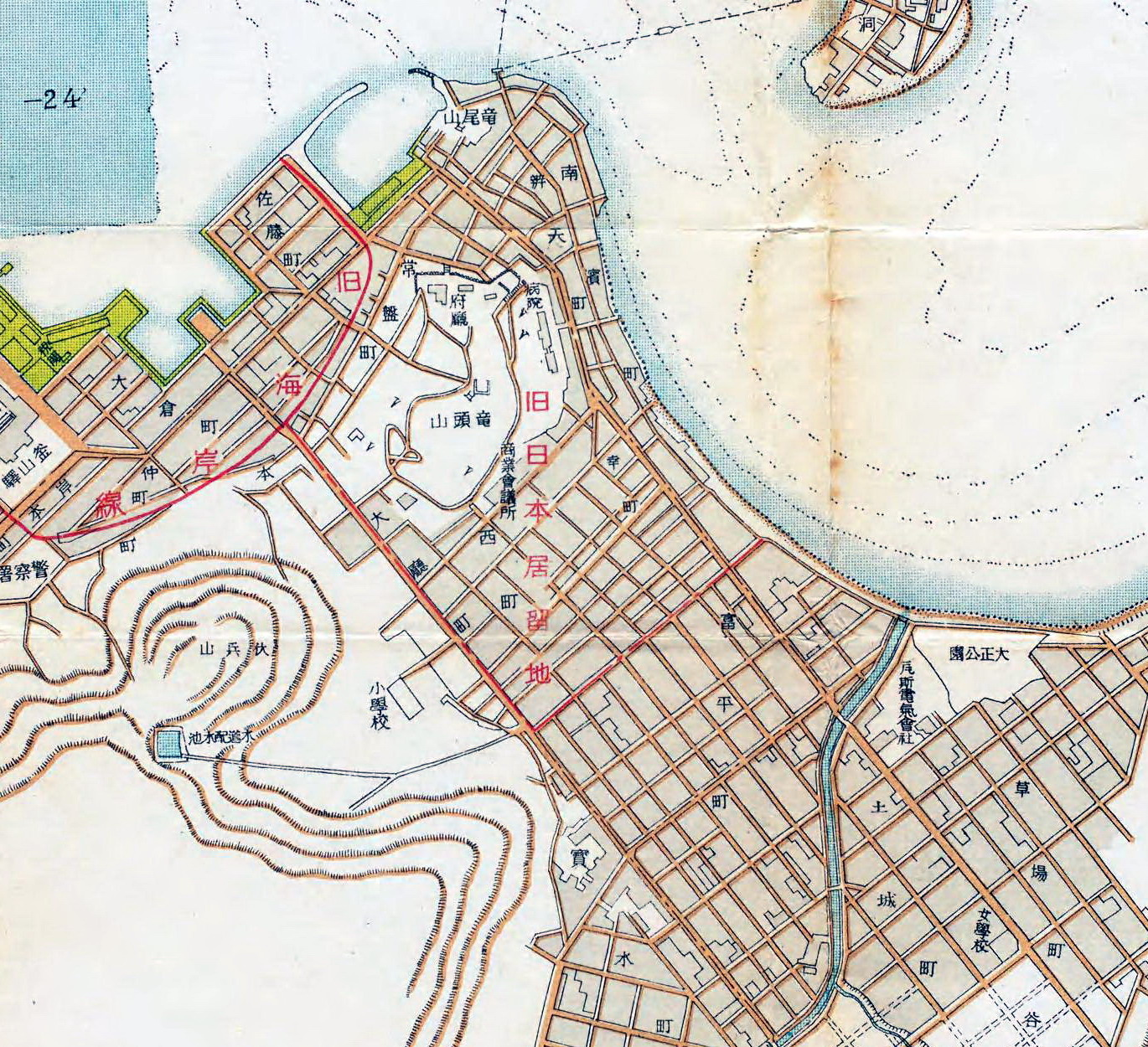
戦前の釜山中心部の地図
「旧日本居留地」が、かつての草梁倭館の跡地である。

草梁（ソウリョウ）倭館は、1678年、現在の釜山広域市中区南浦洞の龍頭山公園一帯に新築された日本人居留区で、10万坪もの面積があった。同時代の長崎の出島は約4000坪であったから、その25倍に相当する。新倭館とも呼ばれた。竜頭山を取り込んだ広大な敷地には館主屋、開市大庁（交易場）、裁判庁、浜番所、弁天神社のような神社や東向寺、日本人（対馬人）の住居があった。
倭館に居住することを許された日本人は、対馬藩から派遣された館主以下、代官（貿易担当官）、横目、書記官、通詞（通訳官）などの役職者やその使用人だけでなく、小間物屋、仕立屋、酒屋などの商人もいた。医学及び朝鮮語稽古の留学生も数人滞在していた。当時の朝鮮は伝統中国医学が進んでおり、内科・外科・鍼・灸などを習得するために倭館に来る者が藩医、町医を問わず多かった。また1727年に雨森芳洲が対馬府中に朝鮮語学校を設置すると、その優秀者が倭館留学を認められた。住民は常時400人から500人滞在していたと推定されている。さらに対馬から交易船が到着すれば、倭館滞在者が急増したことは言うまでもない。倭館の安永年の普請に関わったのは、早田万右衛門などである。
なお、1702年に完成した江戸幕府作成の「元禄日本図」には朝鮮半島の南西端に“草梁項”という地名と“和館”と書かれた建物及び対馬藩との航路が記述されている。
現在、釜山都市鉄道(地下鉄)の草梁駅の西側に、在釜山日本国総領事館がある。

## 倭館における交易
中世の倭館交易では日本側は銅、硫黄、金を輸出したが、南方物産である赤色染料の蘇木、胡椒などのスパイス類も琉球経由などで朝鮮に転売した。朝鮮側輸出品は木綿や綿が中心であった。中世には木綿の本格的栽培はまだ日本では始まっておらず、江戸時代になってようやく木綿の輸入を必要としなくなった。また正式の通交使節との公貿易では、大蔵経など朝鮮の書籍も日本に輸出された。
近世の倭館交易では日本側は銀、硫黄、金、その他南方物産を朝鮮側に輸出した。朝鮮側は朝鮮人参、トラ皮などの朝鮮産品も輸出したが、江戸時代前期の最大の輸出品は生糸、絹織物などの中国産品であった。当時、日本の絹は品質が劣り、高級衣料として中国絹が好まれたためである。朝鮮はこれら中国産品を、朝貢貿易や国境貿易で入手することができたが、日本は明への入港を拒絶されていたため中国密貿易船の来航を待つしかなかった。対馬藩はこの中国産品の中継貿易によって巨額の利益を上げ、藩の禄高は実質10万石以上とされた。
しかし18世紀になって日本でも絹生産の技術が向上すると、中国産品の輸入が減少し、釜山交易に打撃を与えた。また朝鮮側が厳禁していた朝鮮人参の種が密かに日本に持ち出され、日本国内でも朝鮮人参栽培に成功した。一方、日本国内の銀産出量が激減したため、銀輸出が禁止され、銅や金が主要輸出品目に変わった。このため、18世紀以降、倭館交易は衰退するが、断絶することはなかった。

## 倭館の終焉
釜山倭館に来航した対馬藩家老は1867年、明治新政府の成立を大院君政権に通告したが、朝鮮側は日本の新しい主権者が「皇上」と名乗っていることを理由に国書の受け取りを拒否した。1871年、日本で廃藩置県が実施されると、江戸時代以来対馬藩に委ねられていた朝鮮外交権を外務省が接収。1872年、外務丞・花房義質が釜山に来航し、草梁倭館を接収して大日本公館と改称した。これに対して大院君政権が強硬に退去を要求したため、日朝間の外交問題に発展し、日本で征韓論が台頭する一因となった。その後、1875年の江華島事件を経て、翌年日朝修好条規が締結され、日本外交使節はソウルに駐在となった。ここにおいて釜山の倭館は200年の歴史を閉じることになった。

## 現存の倭館地名
大韓民国慶尚北道漆谷（チルゴク）郡に倭館（ウェグァン）邑が現存し、京釜線の駅名と京釜高速道路のインターチェンジ名、漆谷郡庁所在地にもなっているが、これは文禄・慶長の役で日本軍の兵糧集積所であったために付けられた地名である。なお、漆谷邑は1981年に大邱市が直轄市に昇格した時に編入されて現存しない。